# Dirka po Španiji 1959
Dirka po Španiji 1959 (špansko Vuelta a España 1959) je 14. izvedba dirke po Španiji, tritedenske moške cestne kolesarske etapne dirke. Začela se je 24. aprila v Madridu in končala 10. maja v Bilbau. Sodelovalo je 90 kolesarjev iz 9-ih ekip. Rumeno majico je prvič osvojil Antonio Suárez (Licor 43), drugo mesto José Segú Soriano (Kas–Boxing), tretje pa Rik Van Looy (Faema–Guerra). Modro majico je osvojil Rik Van Looy, zeleno majico Antonio Suárez, rdečo majico pa Vicente Iturat (Licor 43).

## Ekipe
- Boxing
- Faema–Guerra
- Faema–Guerra
- Italija
- Kas–Boxing
- Licor 43
- Peugeot–BP–Dunlop
- Portugalska
- Saint-Raphaël–R. Geminiani–Dunlop

## Etape
| Etapa | Datum     | Štart/Cilj                    | Razdalja | Tip     | Tip                  | Zmagovalec                        |
| ----- | --------- | ----------------------------- | -------- | ------- | -------------------- | --------------------------------- |
| 1a    | 29. april | Madrid – Madrid               | 9 km     |         | ekipni kronometer    | Saint-Raphaël–R. Geminiani–Dunlop |
| 1b    | 29. april | Madrid – Toledo               | 114 km   |         |                      | Rik Van Looy (BEL)                |
| 2     | 30. april | Manzanares – Córdoba          | 228 km   |         |                      | Antonio Karmany (ESP)             |
| 3     | 1. maj    | Córdoba – Seville             | 140 km   |         |                      | Vicente Iturat (ESP)              |
| 4     | 2. maj    | Seville – Granada             | 240 km   |         |                      | Federico Bahamontes (ESP)         |
| 5     | 3. maj    | Guadix – Murcia               | 225 km   |         |                      | Antonio Suárez (ESP)              |
| 6     | 4. maj    | Murcia – Alicante             | 173 km   |         |                      | Gabriel Mas (ESP)                 |
| 7     | 5. maj    | Alicante – Castellón          | 233 km   |         |                      | Antonio Barrutia (ESP)            |
| 8     | 6. maj    | Castellón – Tortosa           | 130 km   |         |                      | Rik Van Looy (BEL)                |
| 9     | 7. maj    | Tortosa – Barcelona           | 196 km   |         |                      | Rik Van Looy (BEL)                |
| 10    | 8. maj    | Granollers – Lleida           | 183 km   |         |                      | Antonio Suárez (ESP)              |
| 11    | 9. maj    | Lleida – Pamplona             | 242 km   |         |                      | Rik Van Looy (BEL)                |
| 12    | 10. maj   | Pamplona – San Sebastián      | 210 km   |         |                      | José Carlos Sousa Cardoso (POR)   |
| 13    | 11. maj   | San Sebastián – San Sebastián | 9 km     |         | ekipni kronometer    | Saint-Raphaël–R. Geminiani–Dunlop |
| 14    | 12. maj   | Eibar – Vitoria               | 62 km    |         | posamični kronometer | Roger Rivière (FRA)               |
| 15    | 13. maj   | Vitoria – Santander           | 230 km   |         |                      | Julio San Emeterio (ESP)          |
| 16    | 14. maj   | Santander – Bilbao            | 187 km   |         |                      | Roger Rivière (FRA)               |
| 17    | 15. maj   | Bilbao – Bilbao               | 222 km   |         |                      | Fernando Manzaneque (ESP)         |
|       | Skupaj    | Skupaj                        | 3048 km  | 3048 km | 3048 km              | 3048 km                           |

## Končna razvrstitev
| Legenda | Legenda                                    | Legenda | Legenda                          |
| ------- | ------------------------------------------ | ------- | -------------------------------- |
|         | Predstavlja vodilnega v skupnem seštevku   |         | Predstavlja vodilnega po točkah  |
|         | Predstavlja vodilnega v gorski razvrstitvi |         | Predstavlja vodilnega v šprintih |

### Rumena majica
| Poz. | Kolesar               | Ekipa                             | Čas         |
| ---- | --------------------- | --------------------------------- | ----------- |
| 1    | Antonio Suárez        | Licor 43                          | 84h 36' 20" |
| 2    | José Segú Soriano     | Kas–Boxing                        | + 1' 06"    |
| 3    | Rik Van Looy          | Faema–Guerra                      | + 7' 00"    |
| 4    | Pierre Everaert       | Saint-Raphaël–R. Geminiani–Dunlop | + 7' 44"    |
| 5    | Emmanuel Busto        | Peugeot–BP–Dunlop                 | + 16' 29"   |
| 6    | Roger Rivière         | Saint-Raphaël–R. Geminiani–Dunlop | + 17' 30"   |
| 7    | Hilaire Couvreur      | Faema–Guerra                      | + 24' 24"   |
| 8    | Luis Otaño            | Peugeot–BP–Dunlop                 | + 26' 34"   |
| 9    | Joseph Vloeberghs     | Faema–Guerra                      | + 27' 17"   |
| 10   | Jesús Galdeano        | Faema–Guerra                      | + 29' 40"   |
| 11   | Marcel Rohrbach       | Peugeot–BP–Dunlop                 |             |
| 12   | René Marigil          | Licor 43                          |             |
| 13   | Juan Campillo         | Faema–Guerra                      |             |
| 14   | Frans Van Looveren    | Faema–Guerra                      |             |
| 15   | Hans Junkermann       | Faema–Guerra                      |             |
| 16   | José Luis Talamillo   | Boxing                            |             |
| 17   | Guido Boni            | Italija                           |             |
| 18   | Jesús Loroño          | Faema–Guerra                      |             |
| 19   | Claude Colette        | Peugeot–BP–Dunlop                 |             |
| 20   | Julio San Emeterio    | Kas–Boxing                        |             |
| 21   | Andrés Trobat         | Licor 43                          |             |
| 22   | Antonio Karmany       | Kas–Boxing                        |             |
| 23   | Gabriel Company Bauza | Faema–Guerra                      |             |
| 24   | Salvador Botella      | Faema–Guerra                      |             |
| 25   | Fernando Manzaneque   | Licor 43                          |             |